# Liane, das Mädchen aus dem Urwald
Liane, das Mädchen aus dem Urwald ist ein deutscher Film aus dem Jahr 1956, der nach dem gleichnamigen Roman von Anne Day-Helveg gedreht wurde. Uraufführung war am 4. Oktober 1956 in der Lichtburg in Essen.

## Handlung
Im Süden Afrikas findet eine Expedition ein junges weißes Mädchen, das bei einem Eingeborenenstamm lebt und „Chi-ah-cheh“ genannt wird. Sie fangen es ein und nehmen es mit nach Hamburg.
Bei Nachforschungen stellt sich heraus, dass das Mädchen Liane heißt. Ihr einziger Verwandter ist ihr sehr vermögender Großvater, der Reeder Amelongen, der sich zur Ruhe gesetzt hat. Sein Betrieb wird von seinem Neffen, dem erfolgreichen und skrupellosen Geschäftsmann Viktor Schöninck, geleitet, den sein Onkel wegen des vermeintlichen Fehlens von Verwandten in direkter Linie zu seinem Universalerben eingesetzt hat. Schöninck fürchtet, Liane könnte ihm seine Stellung und sein Erbe streitig machen, und intrigiert gegen sie. Schließlich wird der alte Reeder ermordet. Die Indizien deuten auf Lianes Begleiter Tanga als Mörder hin. Es stellt sich jedoch heraus, dass Schöninck den alten Mann umgebracht hat.
Liane kommt mit der Zivilisation nicht zurecht. Sie sehnt sich in ihren Urwald zurück. Daher benutzt sie das geerbte Geld, um in die Welt zurückzukehren, in der sie glücklich war.

## Hintergrund
Liane, das Mädchen aus dem Urwald wurde vom Arbeits- und Hauptausschuss der FSK (AA: 1. Oktober 1956, HA: 19. Oktober 1956) zunächst mit drei Schnitten ab 10 Jahren freigegeben.
Der Film erregte bei seinem Erscheinen erhebliches Aufsehen, da die Hauptdarstellerin Marion Michael darin, wie auch die afrikanischen Statisten, teilweise nur mit einem Lendenschurz bekleidet war. Die Szenen sind aus heutiger Sicht harmlos, sorgten damals aber für große Entrüstung. Auch deswegen wurde der Film ein großer finanzieller Erfolg.
Die Obersten Landesjugendbehörden (OLJB) bemühten daraufhin ein Wiederaufnahmeverfahren, das wegen Verfahrensmängeln wiederholt werden musste. Der Arbeitsausschuss legte den Film in seiner Sitzung vom 1. Oktober 1956 auf ab 12 Jahren fest, der Hauptausschuss gab den bereits seit vier Monaten laufenden Film schließlich am 13. Februar 1957 mit knapper Mehrheit ab 16 Jahren frei. Der letztinstanzliche Rechtsausschuss bestätigte aber am 6. April 1957 die Freigabe ab 10 Jahren. Umstritten war dabei, ob sich auch eine leicht beschürzte Weiße unter oberkörperfreien Afrikanerinnen bewegen könne. Bei letzteren unterstellten die Prüfer keine sexuelle Reizwirkung.
Die FSK senkte in der Prüfung vom 8. Juli 1974 die Altersgrenze auf ab 6 Jahre, erhöhte sie in der Prüfung vom 22. März 1990 aber auf ab 12 Jahre.
Ursprünglich war Christiane König, die zuvor in dem ebenfalls von Gero Wecker produzierten Spielfilm Die Mädels vom Immenhof mitgewirkt hatte, für die Rolle der Liane vorgesehen. Da sie sich jedoch weigerte, mit Wecker eine Beziehung einzugehen, wurde ihr Vertrag gelöst.

## Kritiken
„Einfältig-abenteuerlicher Unsinn, an sich harmlos, aber Vorbehalte im Hinblick auf die zweifelhafte Absicht, die bei der Darbietung von Nuditäten mitspricht.“

## Fortsetzungen
Aufgrund des großen Erfolges wurde 1957 eine Fortsetzung Liane, die weiße Sklavin gedreht. 1961 wurde aus zu den beiden vorigen Filmen gedrehten Szenen ein dritter Film Liane, die Tochter des Dschungels zusammengestellt.